# Oerstedina
Oerstedina es un género con  tres especies de plantas herbáceas perteneciente a la familia Gesneriaceae. Es originario de América.

## Descripción
Son hierbas o arbustos epífitas. Tienen los tallos erectos o ascendentes, a menudo con entrenudos. Las hojas son opuestas , pecioladas , la lámina ±  elíptica , a menudo de color. Las inflorescencias densamente agrupadas en la axila de las hojas superiores. Flores inconspicuas con pedicelos cortos . Sépalos libres subiguales, a menudo de color rojizo. Corola de color blanco con manchas rojizas o rosa ; tubular , gibosa en la base. El fruto es una baya aguda acuminada. El número de cromosomas : 2n = 18.

## Distribución y hábitat
Se distribuyen a lo largo de América Central. Las plantas son de hábitos epífitas y se encuentran en los bosques.  

## Etimología
El nombre del género fue nombrado en honor de Anders Sandøe Ørsted (1816-1872) , un botánico danés y explorador en el neotrópico.

## Especies
- Oerstedina cerricola
- Oerstedina mexicana
- Oerstedina suffrutescens